# Zeeslag bij de Noordkaap

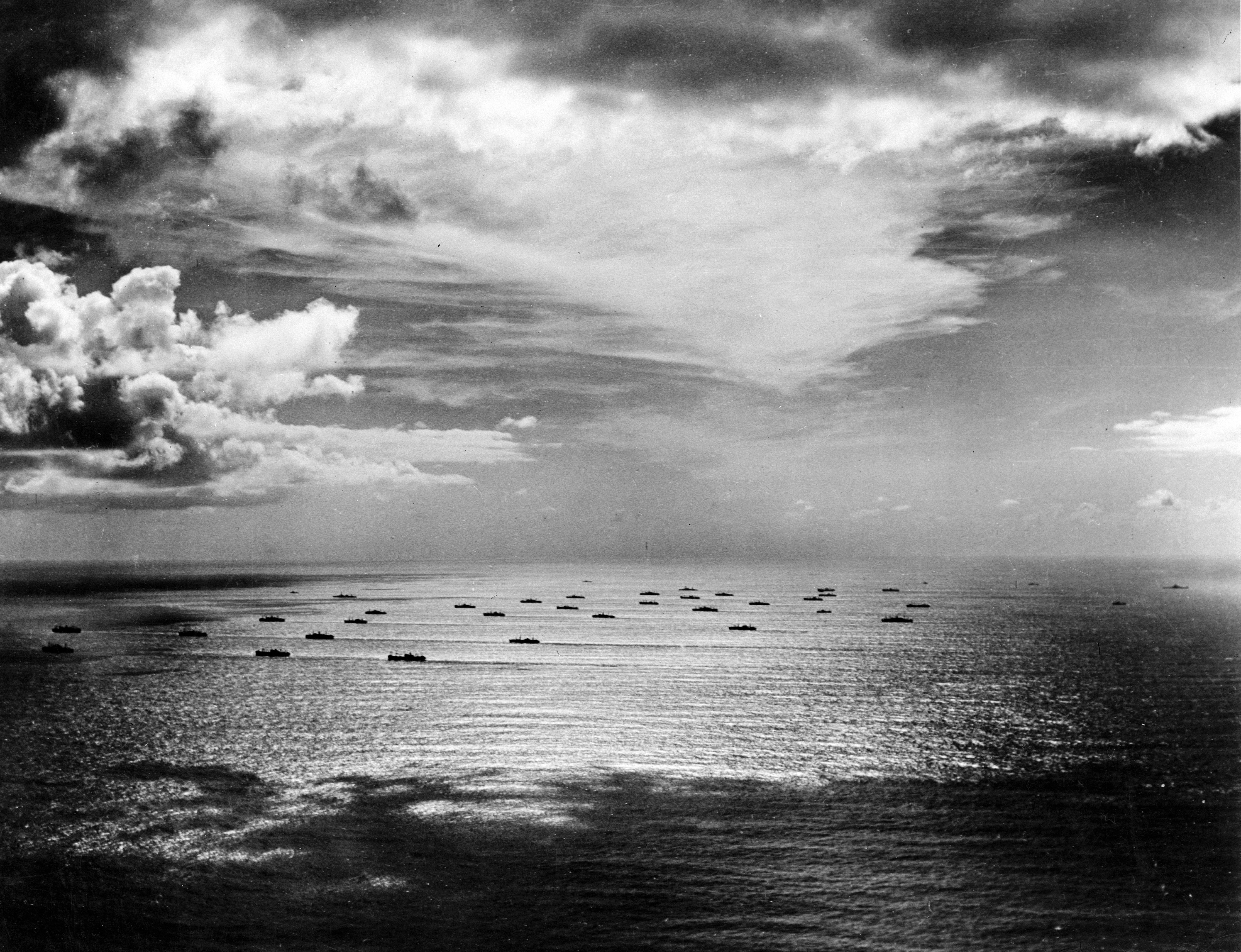
Een konvooi in de Atlantische Oceaan

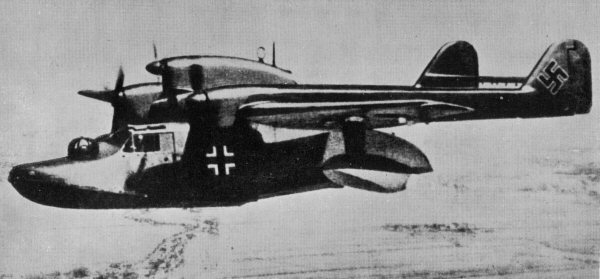
Een Duits verkenningsvliegtuig Blohm & Voss BV 138

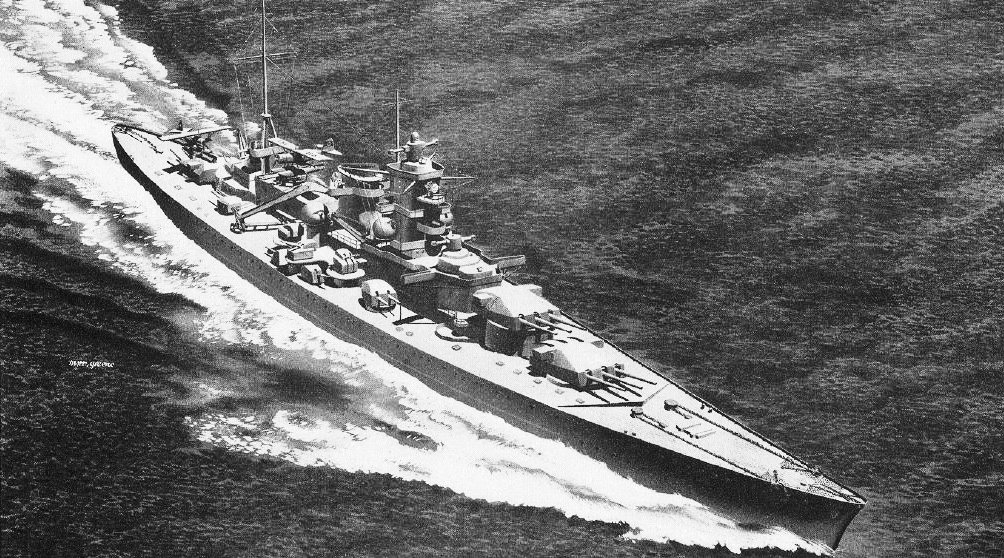
De Scharnhorst voer uit om het konvooi te vernietigen

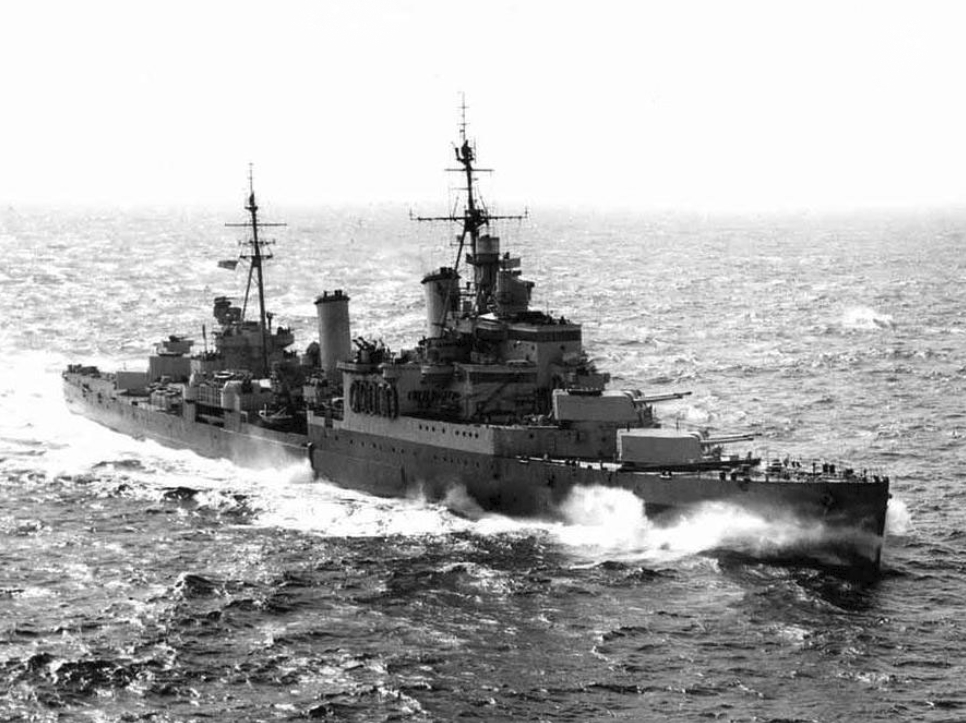
HMS Sheffield zag de Scharnhorst eerst.

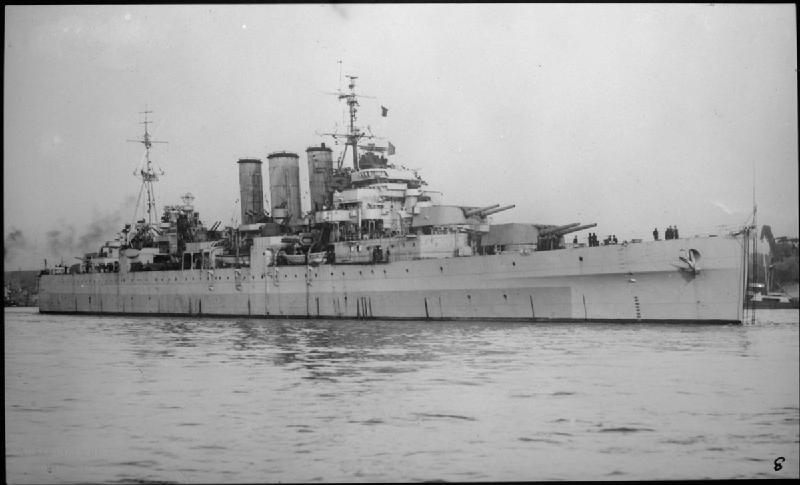
HMS Norfolk trof de radar van de Scharnhorst

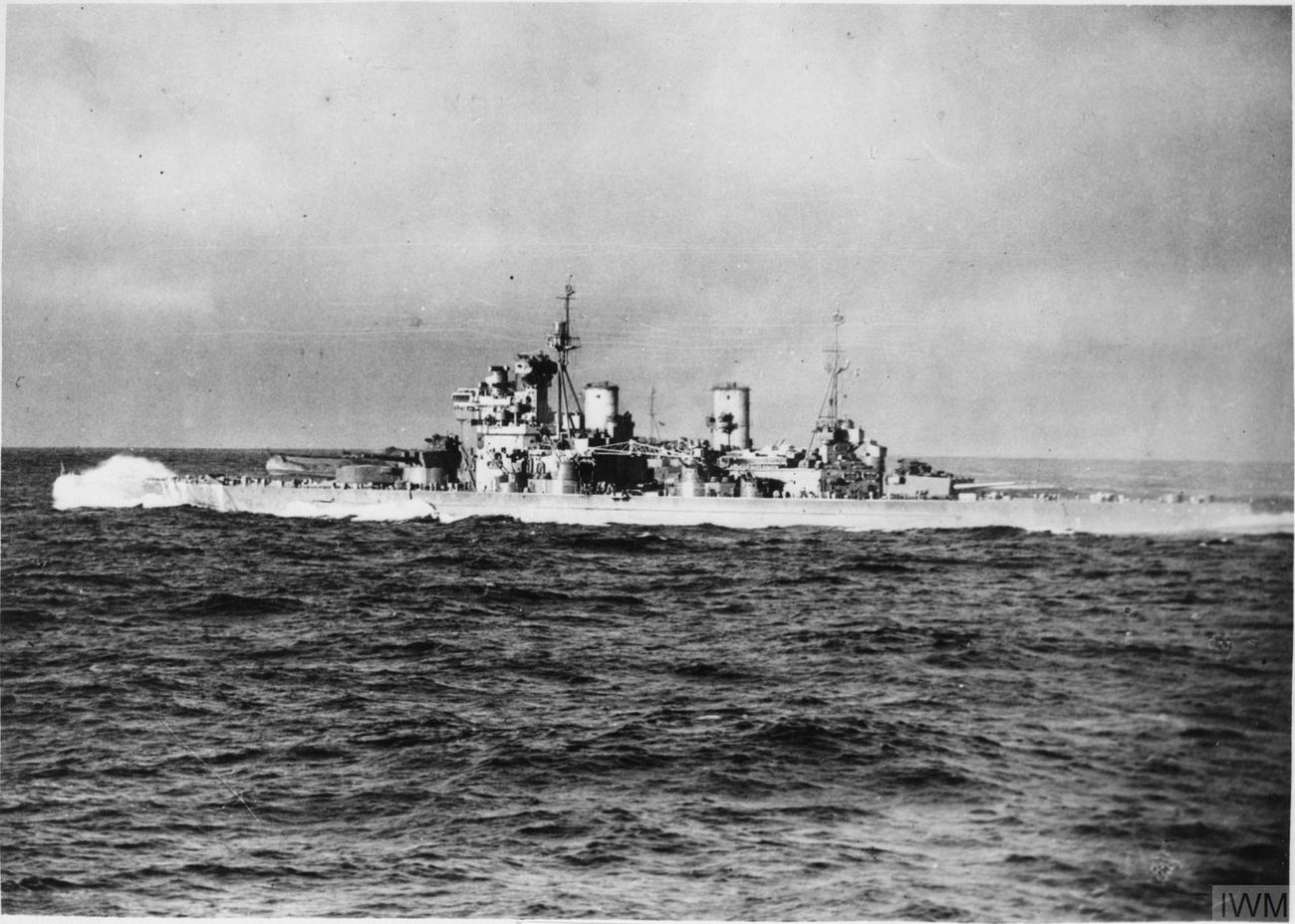
HMS Duke of York trof de stoomketels

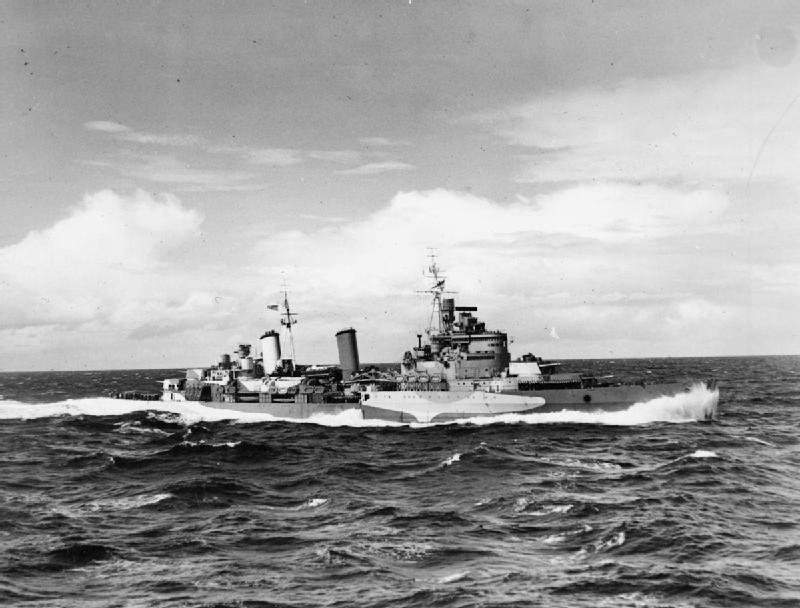
HMS Belfast volgde de Scharnhorst

De Noorse torpedojager HNoMS Stord kwam het dichtst bij de Scharnhorst

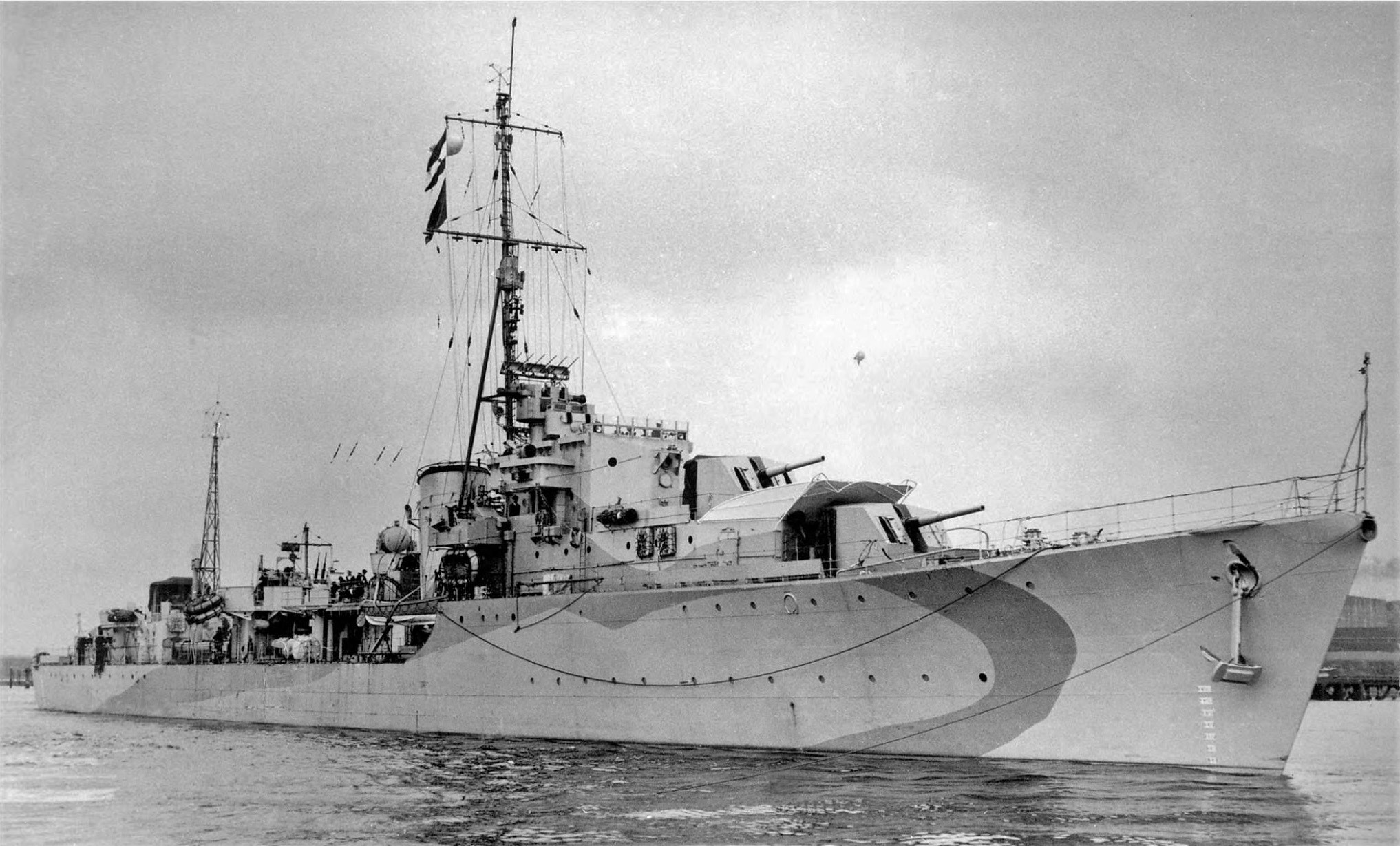
De Britse torpedojager Saumarez trof met torpedo's

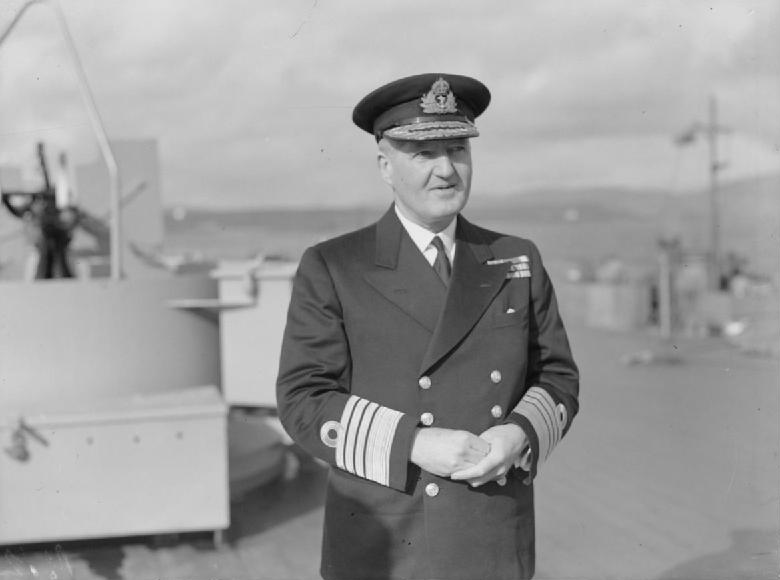
Admiraal Bruce Fraser vernietigde de Scharnhorst

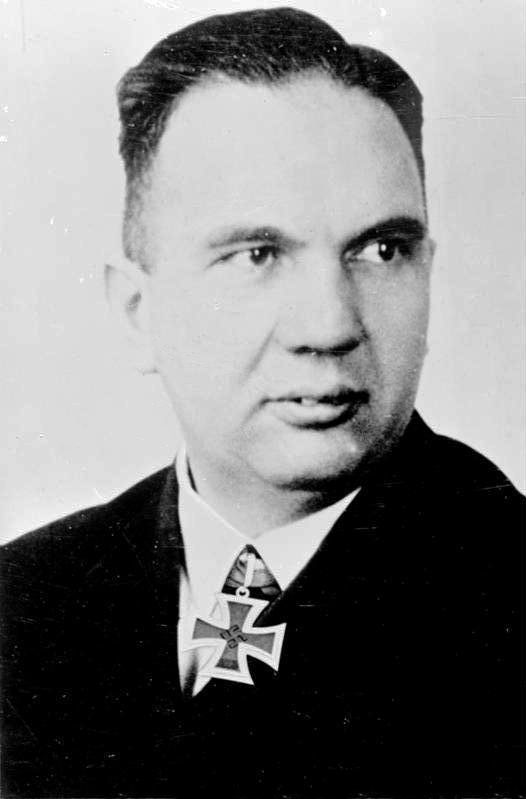
Admiraal Erich Bey verdronk

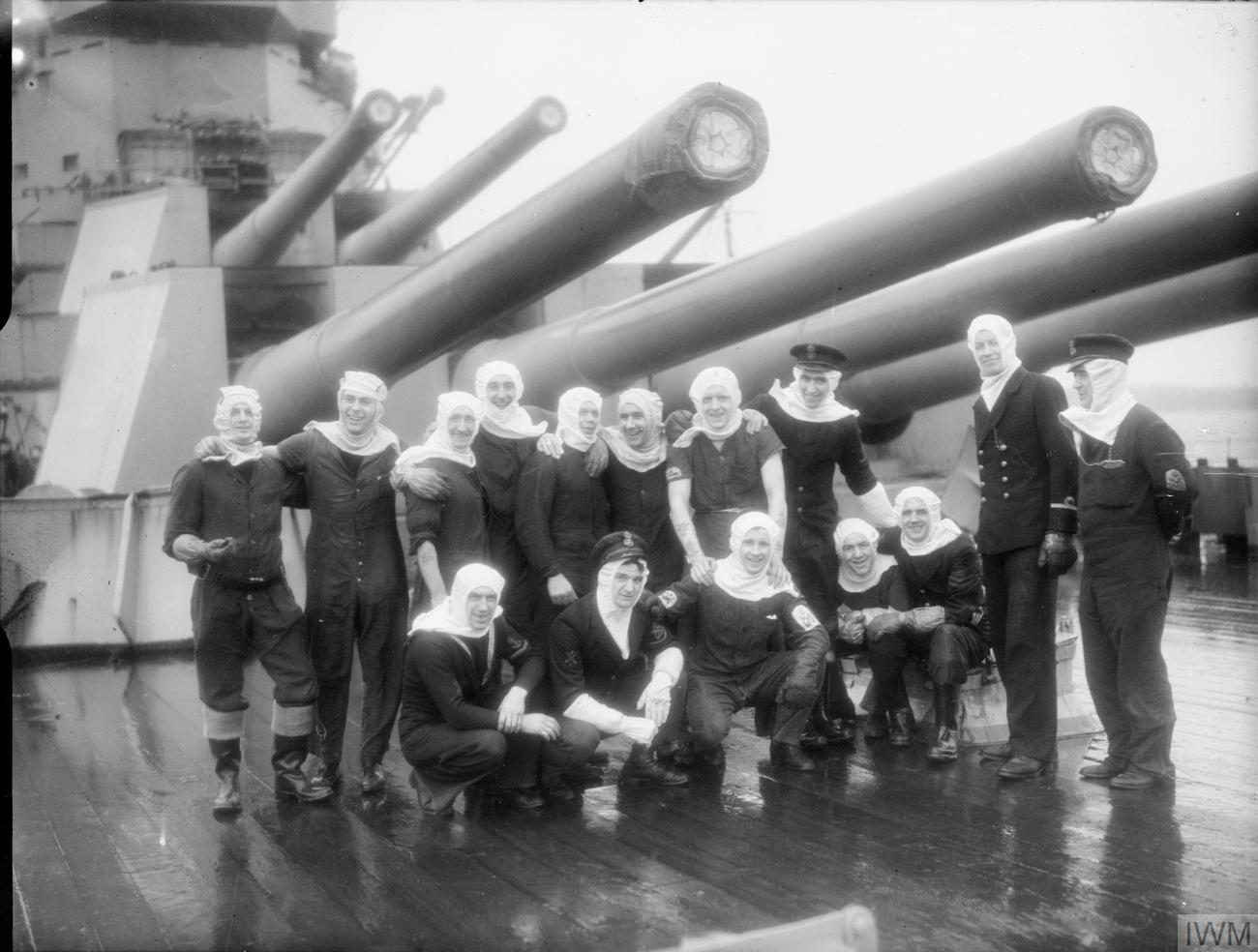
kanonniers van de HMS Duke of York in Scapa Flow na de slag met hun brandwerende mutsen

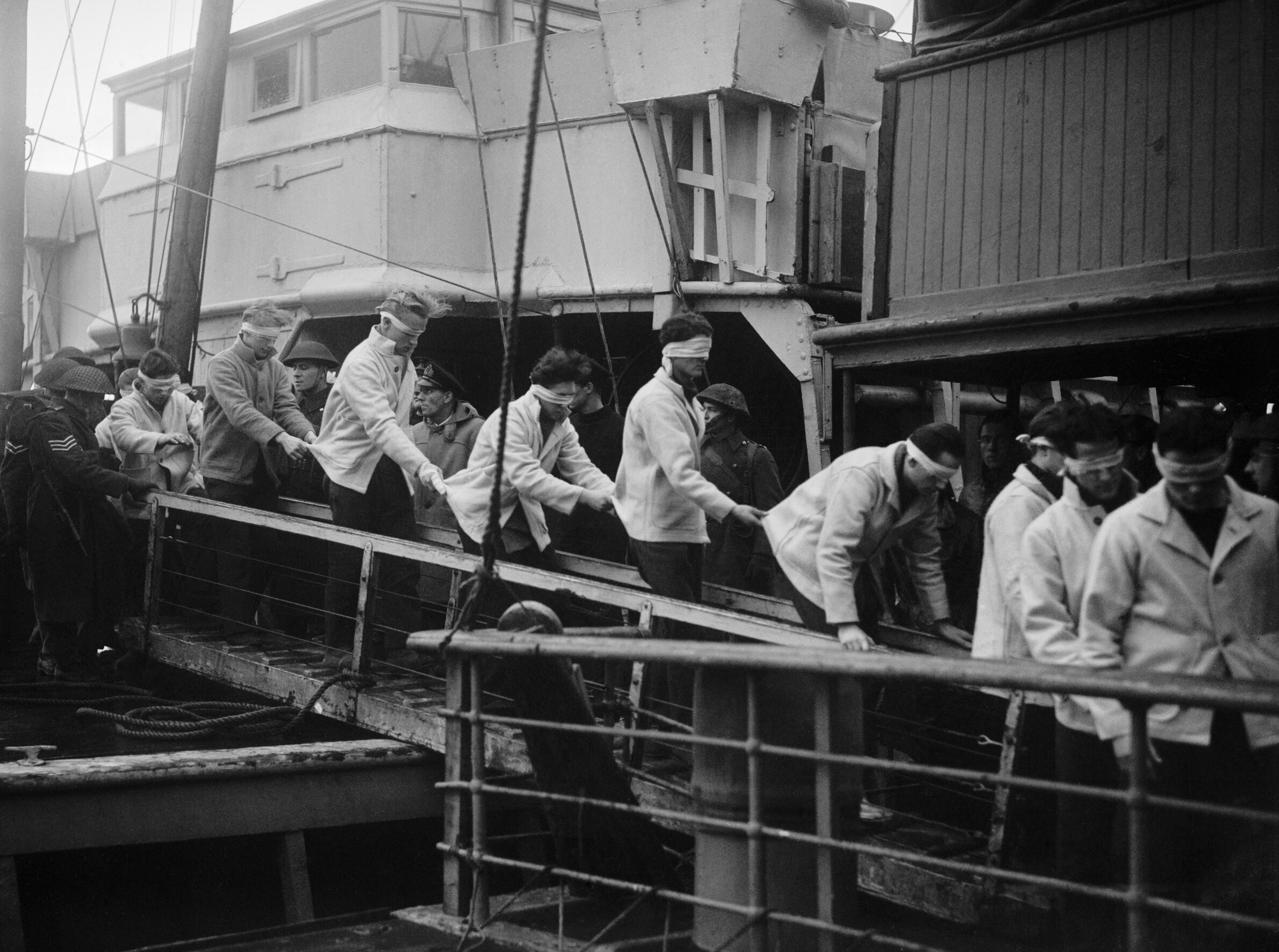
De 36 geblinddoekte overlevenden van de Scharnhorst gaan aan wal te Scapa Flow op 2 januari 1944

De Zeeslag bij de Noordkaap was een zeeslag in de Tweede Wereldoorlog op 26 december 1943, waarbij de Britse Royal Navy een aanval van de Duitse Kriegsmarine op een konvooi vrachtschepen van het Verenigd Koninkrijk naar de Sovjet-Unie  afsloeg nabij de Noordkaap en daarbij de Scharnhorst tot zinken bracht in het duister en de koude van de poolnacht.

## Operatie Ostfront
Met Operation Ostfront probeerde de Duitse Kriegsmarine om Moermansk-konvooien met goederen voor de Sovjet-Unie te onderscheppen.
Eind december 1943 was konvooi JW-55B op weg naar de Sovjet-Unie en konvooi RA-55A was op de terugweg naar Groot-Brittannië.
De begeleiding viel onder verantwoordelijkheid van de Home Fleet onder bevel van Admiraal Bruce Fraser. Fraser wilde de Scharnhorst uitschakelen en gebruikte konvooi JW-55B als lokaas.
Het vorig konvooi JW-55A was veilig aangekomen te Moermansk onder begeleiding van de kruisers HMS Belfast, HMS Norfolk en HMS Sheffield.
Konvooi RA-55A was op terugweg naar het Verenigd Koninkrijk met 22 vrachtschepen met daarbij een begeleiding van twee torpedojagers en vier andere oorlogsschepen en op een afstand zes torpedojagers van de Home Fleet onder leiding van HMS Milne.
Konvooi JW-55B vertrok van Loch Ewe op 20 december. Konvooi JW-55B bestond uit 19 vrachtschepen met als commodore Rear-Admiral Maitland Boucher. Twee torpedojagers en drie andere oorlogsschepen voeren mee met het konvooi en acht torpedojagers van de Home Fleet onder leiding van HMS Onslow begeleidden op een afstand.

## U-boten
In de nacht van 16 op 17 december meldden de U-boten U-638, U-387 en U-354 dat ze begeleidende oorlogsschepen hadden gezien.
Tijdens bespreking in het hoofdkwartier op 19 en 20 december gaf Adolf Hitler grootadmiraal Karl Dönitz toestemming om het konvooi aan te vallen met de Scharnhorst voor zover dat kans op succes bood.
Op 25 december om 9h01 zag U-601 van groep Eisenbart het konvooi. Torpedojager HMS Whitehall merkte de U-boot op de sonar en gooide dieptebommen.

## Verkenningsvliegtuigen
Op 22 december om 10h45 ontdekte een Duits vliegtuig Junkers Ju 88 het konvooi JW 55B. 
Tot 23 december zagen zes Focke-Wulf Fw 200, drie Ju 88 en twee Blohm & Voss BV 138 het konvooi. 
Op 23 december voer konvooi JW-55B traag oostwaarts langs de Noorse kust.
De Britten schoten meermaals met luchtafweergeschut op de verkenningsvliegtuigen.
Op 25 december om 10h08 zagen drie BV 138 het konvooi en ze werden met luchtafweer beschoten.

## DeScharnhorstvaart uit
Op 25 december liep kapitein Fritz Hintze vanuit Alta in Noorwegen uit op de Scharnhorst met de torpedojagers Z-29, Z-30, Z-33, Z-34, Z-38 onder bevel van Konteradmiral Erich Bey.
Om 14h33 seinde Gruppe Nord/Flotte code "Ostfront 25. September, 17h00".
Om 15h00 besliste Admiraal Dönitz dat inzet van de Scharnhorst zinvol was.
Om 19h01 liet admiraal Erich Bey het anker lichten.
Om 19h25 gaf Dönitz per radio het bevel uit te varen.
De Scharnhorst verliet zijn basis in Altafjord op de avond van 25 december om het konvooi te vernietigen.
Er stak een sterke zuidwestenwind op.
Op torpedojager Z 38 vielen er gewonden door de storm.
Door het zware weer kon Admiraal Bey het konvooi niet vinden.
Hij gaf zijn torpedojagers opdracht om zich te verspreiden om een groter gebied af te zoeken.

## DeDuke of Yorkvaart uit
Om 03h19 kreeg admiraal Fraser op HMS Duke of York bericht dat de Scharnhorst uitgevaren was. De Britten hadden het radioverkeer opgevangen en gedecodeerd en een Britse spion in Noorwegen had de Scharnhorst zien uitvaren.
Fraser beval om 04h01 dat het terugkerende konvooi RA-55A verder naar het noorden moest varen en dat de vier begeleidende torpedojagers naar konvooi JW-55 B moesten komen. Hij beval konvooi JW-55B om drie uur terug te varen. Hij beval Force 1 om op volle snelheid naar het konvooi te komen.
Fraser stak vanuit de Baai van Kola in zee met slagschip HMS Duke of York, kruiser HMS Jamaica en torpedojagers HMS Savage, HMS Scorpion, HMS Saumarez en HMS Success.
Burnett voer naar het westen uit Moermansk en Fraser kwam traag aan uit het westen.
Admiraal Fraser gaf het terugkerend leeg konvooi RA-55A bevel om meer naar het noorden te varen en gaf konvooi JW-55B bevel om rechtsomkeer te maken. Hij gaf vier torpedojagers van konvooi RA-55A bevel om naar hem toe te varen: HMS Matchless, HMS Musketeer, HMS Opportune en HMS Virago.

## Eerste aanval
Om 8h34 merkte HMS Norfolk de Scharnhorst op de radar.
Om 9h21 zag HMS Sheffield de Scharnhorst, die zonder zijn begeleidende torpedojagers tegenover de vloot van Burnett lag.
Van 9h24 tot 9h29 schoten HMS Sheffield en HMS Norfolk lichtgranaten af.
HMS Norfolk opende het vuur tot 9h40 en de Scharnhorst zwenkte naar het westen en schoot terug met geschuttoren “Dora”.
De Scharnhorst miste, maar de Britten raakten twee keer en vernietigden de radar van de Scharnhorst, waardoor hij zich niet kon oriënteren in de sneeuwstorm.
Zonder radar moesten de Duitse kanonniers richten op de lichtflitsen van de Britse kanonnen. Twee Britse kruisers vuurden granaten met een nieuw explosief zonder lichtflits. Enkel HMS Norfolk vuurde granaten met lichtflitsen. 
Om 9h46 zond Bey een radiobericht aan Admiraal Karl Dönitz over het gevecht.
Bey gooide het roer om en koerste tegen 30 knopen op volle kracht naar het zuiden.
Omdat Burnetts schepen te traag waren om te achtervolgen, keerde Burnett terug naar het konvooi.

## Tweede aanval
Toen Bey zijn achtervolgers had afgeschud, wendde hij om 9h55 naar het noordoosten om de Britten langs achter aan te vallen.
Om 10h00 zag een Duits verkenningsvliegtuig de vloot van Fraser.
Om 10h50 kwamen de torpedojagers HMS Musketeer, HMS Matchless, HMS Opportune en HMS Virago van konvooi RA-55 A bij Burnett aan.
Om 11h25 zette Burnett koers naar het noordoosten om het konvooi te beschutten.
Om 12h05 zag HMS Belfast de Scharnhorst op de radar op 27,9 km afstand.
Om 12h23 zag HMS Sheffield de Scharnhorst op 10,1 km.
Burnett stuurde noordoost voor aan aanval.
Om 12h24 werden weer schoten gewisseld.
Om 12h27 kreeg HMS Norfolk een treffer in geschuttoren "C", die uitviel. Een granaat die niet ontplofte vernielde de radar. HMS Sheffield kreeg een treffer met lichte schade.
Bey keerde daarna naar bakboord en gaf de torpedojagers bevel om het konvooi aan te vallen op de positie om 10h00 doorgegeven door U-277. De positie was niet recent en de torpedojagers vonden het konvooi niet.
Om 13h42 gaf de admiraal de Duitse torpedojagers het bevel om de zoektocht naar het konvooi te staken en om 14h00 gaf Bey de torpedojagers bevel om terug te keren naar de haven.
Om 15h00 maakte de bemanning van de Scharnhorst gebruik van de gevechtspauze om het middagmaal te nuttigen.

## DeBelfastvolgt deScharnhorst
De Scharnhorst voer uren in zuidelijke richting. Burnett achtervolgde, maar HMS Sheffield en HMS Norfolk ondervonden motorproblemen en waren te traag. Enkel HMS Belfast was snel genoeg en volgde de Scharnhorst met zijn radar. Omdat de radar van de Scharnhorst uitgeschakeld was, wist de Scharnhorst niet dat hij gevolgd werd. HMS Belfast seinde per radio de positie van de Scharnhorst  door.
Om 16h15 was het slagschip HMS Duke of York met vier begeleidende torpedojagers nabij.
Om 16h17 kreeg HMS Duke of York de Scharnhorst op zijn type 284 radar op 41,6 km afstand. Om 16h32 bedroeg de afstand 27,2 km. Om 16h42 merkte de Scharnhorst de vijand en zwenkte iets naar het zuidwesten.

## Derde aanval
Om 16h47 schoot HMS Belfast lichtgranaten af om de Scharnhorst te verlichten. Om 16h48 schoot HMS Duke of York vanaf 11,9 km afstand met alle tien 356 mm kanonnen uit de twee vierlingtorens en de tweelingtoren. Daarop volgde HMS Jamaica.
HMS Duke of York trof de geschuttorens “Anton” en “Bruno” en de vliegtuighangar. Bey liet geschuttoren “Bruno” herstellen en keerde naar het noorden.
De kruisers HMS Norfolk en HMS Belfast schoten op de Scharnhorst. Bey wendde naar het oosten en vluchtte op volle kracht.
De Scharnhorst vergrootte de afstand tot de Britse schepen.
Twee 275 mm granaten van de Scharnhorst raakten de radiomast van HMS Duke of York, die zo zonder radio en zonder vuurgeleidingsradar zat.
Luitenant H. R. K. Bates RNVR klom in de mast om de draden te herstellen.
Om 18h20 schoot HMS Duke of York een granaat door het pantser in de stoomketel 1 van de Scharnhorst, waardoor diens snelheid terugviel tot  8 knopen.
Bey liet de stoomketel meteen herstellen en om 18h30 kon de Scharnhorst weer 26 knopen varen.
De Scharnhorst draaide naar het noorden en zwenkte nadien naar het oosten Force 1 volgde vanuit het noorden en Force 2 vanuit het zuiden. HMS Sheffield maakte water en bleef achter. Een treffer in de munitiekamer schakelde toren “Anton” uit. Iets later kwam er rook uit toren "Bruno”
HMS Duke of York had zelf enkele treffers gekregen en stopte om 18h24 met vuren toen de afstand 20 km bedroeg.
Om 18h25 zond Bey het radiobericht aan de Duitse marineleiding

We zullen vechten tot de laatste granaat is afgevuurd

## Torpedo's
Om 18h40 kwamen de torpedojagers HMS Savage en HMS Saumarez aan 30 knopen op 9,1 km afstand aan bakboord. Om 18h50 wendde de Scharnhorst naar stuurboord om de torpedojagers HMS Savage en HMS Saumarez aan te vallen. Aan stuurboord kwamen de torpedojagers HNoMS Stord op 1,6 km en HMS Scorpion op 1,9 km en ze lanceerden elk acht torpedo's.
Na de slag stuurde Admiraal Fraser bericht aan de admiraliteit: 

"Stord vervulde een dappere rol en ik ben heel trots op haar".

In een interview met The Evening News op 5 februari 1944 zei de bevelhebber van HMS Duke of York, kapitein Guy Russell: 

"De Noorse torpedojager HNoMS Stord voerde de meest gewaagde aanval uit van de hele actie".

De Scharnhorst ging zigzag varen om torpedo's te ontwijken, maar HMS Savage en HMS Saumarez raakten drie keer aan bakboord. De Scharnhorst raakte HMS Saumarez verschillende keren met zijn secundair geschut en er vielen elf doden en elf gewonden.
De Scharnhorst gooide het roer om naar het zuiden, zodat maar één torpedo van HMS Scorpion trof.
Om 18h50 lanceerde HMS Savage van 3,2 km 8 torpedo's, waarvan er 3 troffen. HMS Saumarez lanceerde van 1,5 km 4 torpedo's waarvan één raak. De Scharnhorst beschoot HMS Saumarez, waardoor zijn vuurgeleidingsradar uitviel en zijn snelheid terugviel tot 6 knopen.
De Scharnhorst haalde na de torpedo's nog 20 knopen.
Om 19h01 opende HMS Duke of York het vuur vanaf 9,7 km en trof 10 keer in 28 min.
Om 19h11 haalde de Scharnhorst nog 6 knopen, woedde er brand en was de zware munitie op.
De Scharnhorst weerde zich met zijn secundaire bewapening en Admiraal Fraser beval aanvallen met torpedo's.
Om 19h15 kwam HMS Belfast nabij uit het noorden en vuurde. HMS Jamaica en HMS Belfast lanceerden hun torpedo's.
Om 19h30 lanceerde HMS Belfast drie torpedo's en HMS Jamaica zes. Drie ervan troffen doel.
Om 19h31 lanceerden HMS Opportune van 2 km afstand 8 en de HMS Virago van 2,6 km 7 torpedo's aan stuurboord waarvan 5 doel raakten.
Langs bakboord lanceerde HMS Musketeer van 9 km afstand 4 torpedo's waarvan 2 raak. HMS Matchless kon geen torpedo's lanceren door een defect.
Toen lanceerden de torpedojagers HMS Opportune, HMS Virago, HMS Musketeer en HMS Matchless 19 torpedo's.
Door de rake torpedo's was de Scharnhorst' stilgevallen. HMS Duke of York en HMS Jamaica konden nabij komen en vuren.
De bemanning van de Scharnhorst trok de zwemvesten aan en maakte zich klaar om in het ijskoude water te gaan.
Om 19h45 maakte de Scharnhorst langzaam slagzij naar stuurboord, kapseisde en zonk op 72°16' noorderbreedte, 28°41' oosterlengte.
Om 19h48 kwam HMS Belfast nabij voor een nieuwe aanval met torpedo's, maar de Scharnhorst was al gezonken. Tot 20h40 zochten  HMS Belfast, HMS Norfolk en de torpedojagers naar overlevenden. HMS Scorpion zag admiraal Bey in het water en wierp hem een reddingslijn toe, maar hij ging onder voor hij aan boord gehesen kon worden.

## Gevolg
De Scharnhorst was geraakt door 13 granaten van 356 mm en 14 torpedo's.
De vijf Duitse torpedojagers liepen op 27 december binnen in de Altafjord en gingen om 7h00 voor anker in de Kåfjord.
Op 29 december liep konvooi JW-55B zonder verliezen Moermansk in.
Op 31 december keerde het als konvooi RA-55B terug en kwam op 8 januari 1944 aan in Loch Ewe.
Van de 1968 bemanningsleden kon HMS Scorpion er dertig en HMS Matchless er zes opvissen uit het ijskoude water. Admiraal Bey en kapitein Hintze werden nog gezien in het water, maar hun lichamen werden ondanks een zoekactie niet gevonden.
Fraser keerde terug naar Moermansk en seinde naar de admiraliteit: 

Scharnhorst gezonken

en kreeg antwoord 

Geweldig, goed gedaan

In de avond van 26 december zei Admiraal Fraser tot zijn officieren aan boord van HMS Duke of York:

Gentlemen, de slag tegen Scharnhorst is geëindigd in een overwinning voor ons. Ik hoop dat als iemand van u ooit een schip moet leiden tegen een vele malen superieure tegenstander, dat u dan uw schip even dapper zal bevelen als de Scharnhorst vandaag was bevolen

De Scharnhorst had elk van de Britse schepen behalve HMS Duke of York kunnen verslaan, maar was in het slechte weer verlamd door de uitval van de radar.
31 van de 52 radargeleide salvo's van HMS Duke of York waren raak.
De bevelhebber van de Kriegsmarine grootadmiraal Karl Dönitz merkte op: 

Oppervlakteschepen zijn niet meer in staat om te vechten zonder radar